# 馬卡洛夫手槍
馬卡洛夫手槍（俄语：Пистолет Макарова，羅馬化：Pistolet Makarova，分別簡稱為ПМ和PM）是一種俄羅斯製的半自動手槍，由尼古拉·費奧多羅維奇·馬卡洛夫研製。此槍在1952年至1991年期間為蘇聯軍隊的制式手槍。

## 歷史
在1948年，蘇聯軍事專家尼古拉·馬卡洛夫發現手槍在戰場的使用比率極低，它們的主要用途是給軍官或高階將領自衛，其中托卡列夫手槍的火力又過於強大，且其體積過大而顯得不方便，加上單動式扳機已經過時，於是便根據蘇聯軍方的要求研製一款新的半自動手槍以取代已經落後的納甘M1895轉輪手槍及托卡列夫手槍。為此，尼古拉·馬卡洛夫以德國二戰時期的瓦爾特PP手槍作為基礎，並把槍身擴大以對應9×18毫米馬卡洛夫槍彈，其成果就是馬卡洛夫手槍。
為了簡化生產和節省成本，馬卡洛夫手槍以簡單的直接反衝作用運作，而其發射的9×18毫米馬卡洛夫手槍彈亦是唯一能夠配合這種運作原理的最大威力和最安全的彈藥。雖然此槍的公稱口徑為9毫米，但其彈頭實際直徑卻是9.22毫米，比起9毫米魯格彈的彈殼更寛和更短。故此一旦戰爭爆發，北約和華約雙方的軍隊並不能互相交換手槍彈藥使用。
第一批马卡洛夫手枪于1949年投产并试装蘇聯軍隊。由于试用过程中出现一定问题，该枪于1949年底暂时停产并进行技术改进，1951年底被正式批准量产，最终于1952年9月恢复生产，正式成為蘇聯軍隊的制式裝備，主要原因是此槍結構簡單，運作部件少，便於生產及具備合理的停止作用，合乎經濟成本效益。
此枪在列装蘇聯軍方之初主要装备少校以上军官，因此亦被称为“校官手枪”，直到1960年代后期完全替换苏军一线部队中剩余的所有TT手枪，之后一直在苏军和苏联警察中服役直到1991年蘇聯解體，而至今俄羅斯及多個前蘇聯國家仍然廣泛使用這種手槍，但會被完全取代亦只是時間問題。1957年后，苏联开始向部分華約國家（如阿尔巴尼亚）和其他东方集团国家（如蒙古人民共和国和古巴）输出马卡洛夫手枪，成为这些国家军队的制式手枪之一，其中德意志民主共和國（1958）、中华人民共和国（1959）和保加利亚（1975）三国获得授权自行生产。目前，中華人民共和國和保加利亞等國仍然在生产马卡洛夫手枪用于出口海外民用市场，因而在美國，馬卡洛夫手槍也是一種相當流行的隱蔽攜帶槍械。
在2003年，俄羅斯開始以MP-443手槍取代馬卡洛夫手槍，然而由於財政問題和事實上馬卡洛夫手槍的庫存數量龐大，所以最終並未大量取代。直至2012年，大量的馬卡洛夫手槍仍然在俄羅斯軍隊和警察部隊中服役，而越南、多個前東方陣營及第三世界國家至今也繼續以馬卡洛夫手槍或其仿製型作為制式手槍。另外馬卡洛夫手槍也是一些犯罪組織、非正規武裝勢力和恐怖組織最常使用的手槍之一。

## 設計
馬卡洛夫手槍為一種使用固定槍體連槍管和直接反衝作用運作的中型手槍。在反衝作用設計當中，唯一會使滑套閉鎖的就只有复進簧。而在射擊過程當中，其槍管和滑套並不需閉鎖。反衝作用為一種簡單的作動方式，它亦比起許多使用後座式、傾斜式和鉸接式槍管設計的手槍有著更高的精確度，然而由於滑套重量較高，所以亦有所限制。而9×18毫米本身亦是一種實用於反衝作用的手槍子彈，因為它從一支中等重量和尺寸的手槍上產生的槍口動能達到了可敬的水平。
以當今的美國商業手槍標準來說，馬卡洛夫手槍被認為是較為沉重的，儘管它有著緊湊的槍身。其主要原因是反衝作用式手槍會利用其沈重的滑套提供的較大慣量來延遲開放槍膛，直至內部壓力已下降為安全水平為止。另外，儘管許多威力更大的彈藥已適用於反衝作用式手槍，馬卡洛夫手槍仍然普遍被認為是一種設計原素較為平衡的手槍。
馬卡洛夫手槍具有一根沒有擊針彈簧和擊針阻塊的自由浮動式擊針。這種設計使手槍在意外碰到槍口時會有機會導致走火。而其設計師馬卡洛夫則認為以其擊針的質量並不足以構成重大危險。馬卡洛夫手槍的保險裝置被啟用後會阻塞以圖接觸擊針的擊鎚，並令手槍的扳機壓力變大。
若用戶妥善使用的話，馬卡洛夫手槍可以具有相當出色的安全性，並能防止因無意的扳機壓力而導致的走火。例如：在把手槍放進槍套的時候。然而，其沈重的扳機壓力亦降低了其射擊精確度。保加利亞生產的馬卡洛夫手槍已被准許在美國加州出售，並通過了州政府規定的安全性測試。
馬卡洛夫手槍有著簡單和經濟的零件，而且亦不易損壞和能夠以少許工具就能完成更換。有別於其前任者托卡列夫手槍，馬卡洛夫手槍能夠更簡單地完成野戰分解，並不需以任何工具就能重新組裝。而整個過程亦不需花上一分鐘。

## 操作
馬卡洛夫手槍為單動／雙動式扳機設計。在完成裝填和上膛後，此槍能夠在擊鎚扳起和鎖上保險的狀態下攜帶。若要開火，用戶需把位於滑套上的保險裝置調到「待發」的位置，然後再扣扳機。在雙動模式時，射手在打第一槍，扣動扳機的同時會使擊鎚扳起，故這一槍所需的扳機壓力較大。而隨後的射擊則會透過其反衝作用的循環而完成拋殼、重新上彈和令擊鎚重複扳起的過程。而在單動模式時其扳機壓力則較少。
馬卡洛夫手槍為一種半自動手槍，其射速取決於射手每次扣扳機的速度。射擊後彈殼會在射手右方和後方拋出約18—20英尺遠。在鎖定保險的時候，手槍的擊鎚會同時扳起。這是因為其保險裝置具有一塊阻鐵，它會妨礙擊鎚撞擊其擊針，所以才能夠安全的讓擊鎚扳起來。
馬卡洛夫手槍的標準彈匣容量為8發，在打完最後一槍後其滑套會處於鎖定開放狀態，以完成無彈後定的作用。而在換上一個裝彈的彈匣後，射手需把位於槍身左邊的滑套釋放裝置推下或直接把滑套向後拉以把第一發子彈推進膛室。當然射手亦可選擇單發裝填。馬卡洛夫手槍的彈匣釋放鈕位於握把底部，這是為了阻止彈匣意外掉出而設。

## 衍生型
馬卡洛夫手槍在冷戰期間被多個社會主義國家生產。除了蘇聯以外，東德、保加利亞、中華人民共和國三國也有生產。而在兩德統一以後，數千枝來自前東德政府的馬卡洛夫手槍也有少量的被德國採用。

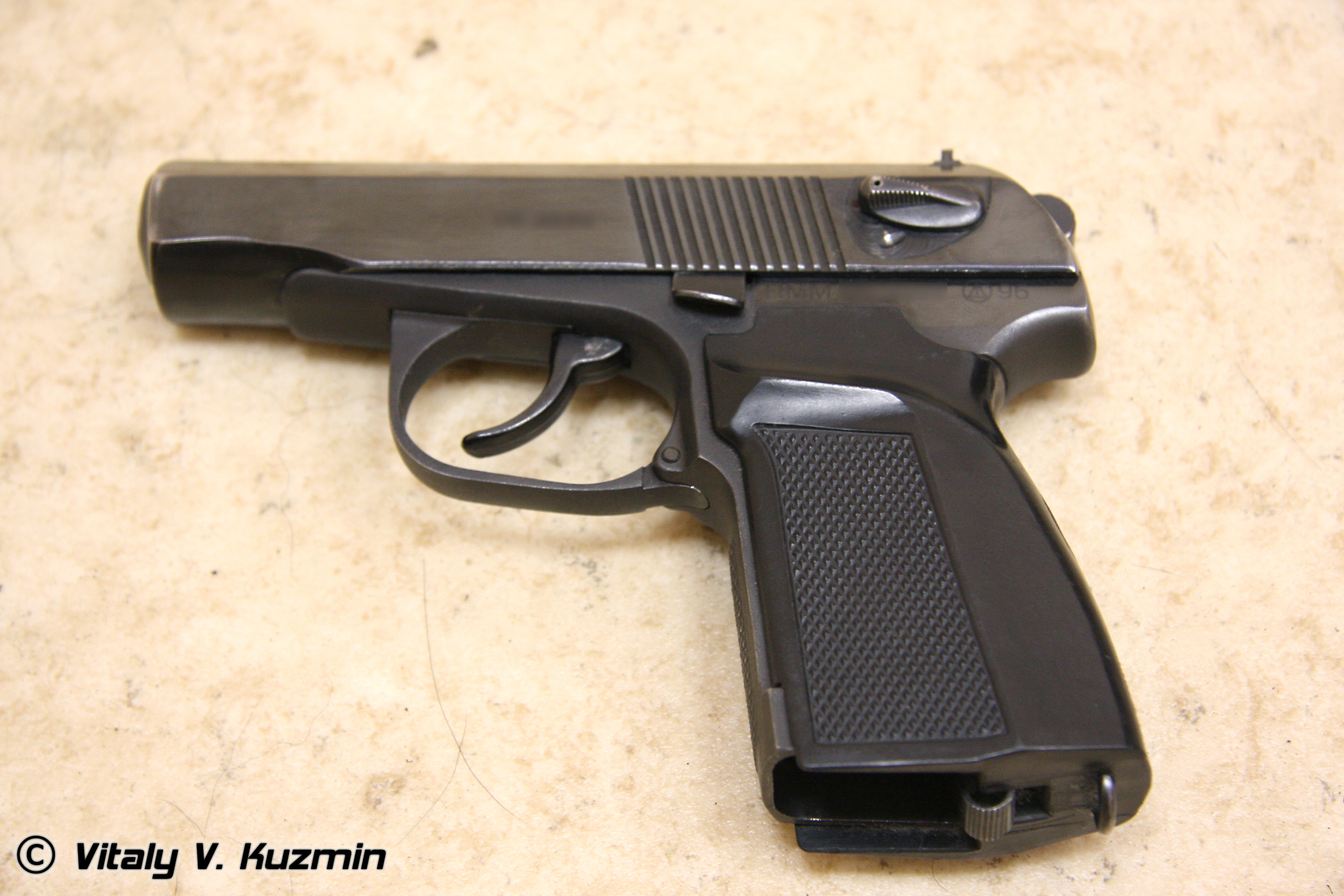
PMM手枪

- PMM：1994年起生产的PM现代化改进型。主要改進之處為：使用了更大的滑套，加强复进簧，使其能够发射膛压更高的改进型马卡洛夫手枪弹（初速达到400米／秒），弹匣容量增加到双排12发、把原来形状纤细的握把改成可以适应较厚弹匣的形状，握把嵌板也作了改进。儘管銷量並不高，目前已獲俄羅斯軍方和特種部隊所採用。
- PB消音手槍：以馬卡洛夫手槍作基礎研製的消音手槍，於1967年正式被蘇聯的軍事情報人員（如：克格勃）及特種部隊所採用。
- TKB-023：測試型，使用聚合物槍身以減低重量和生產成本，但最終卻沒有被採用。

### 非制式型號
- Izh-71：外銷型，發射.380 ACP（英语：.380 ACP）槍彈。
- Baikal-442：外銷型，發射原槍的彈藥，並有固定或可调瞄准具。
- MP-654K：發射4.5毫米口徑鋼珠的氣動手槍版本。

### 外国生产型號

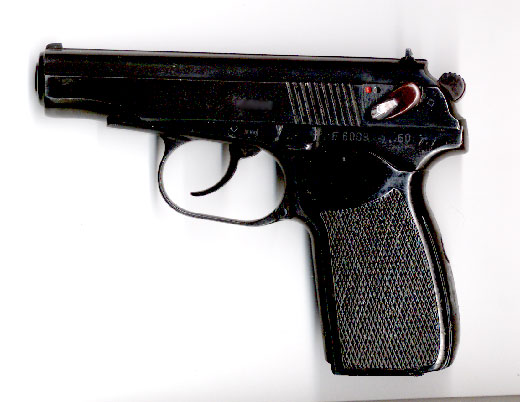
苏尔-M手枪

- 西蒙逊（英语：Simson (company)）苏尔-M：東德仿製的馬卡洛夫手槍。国家人民军自1957年从苏联引进马卡洛夫手枪后，于1958年起自行生产，逐步取代过时的P1001手枪，直至1965年停产，其产品质量高于苏制原版马卡洛夫。该枪与早期版本马卡洛夫相同，在套筒左侧有10条防滑纹路，右侧有17条防滑纹路，而非1984年后版本的两侧皆为13条防滑纹路；与原版马卡洛夫最明显的区别为其黑色握把，上无星标和枪绳挂点。其皮制枪套亦与苏联原品有所不同。

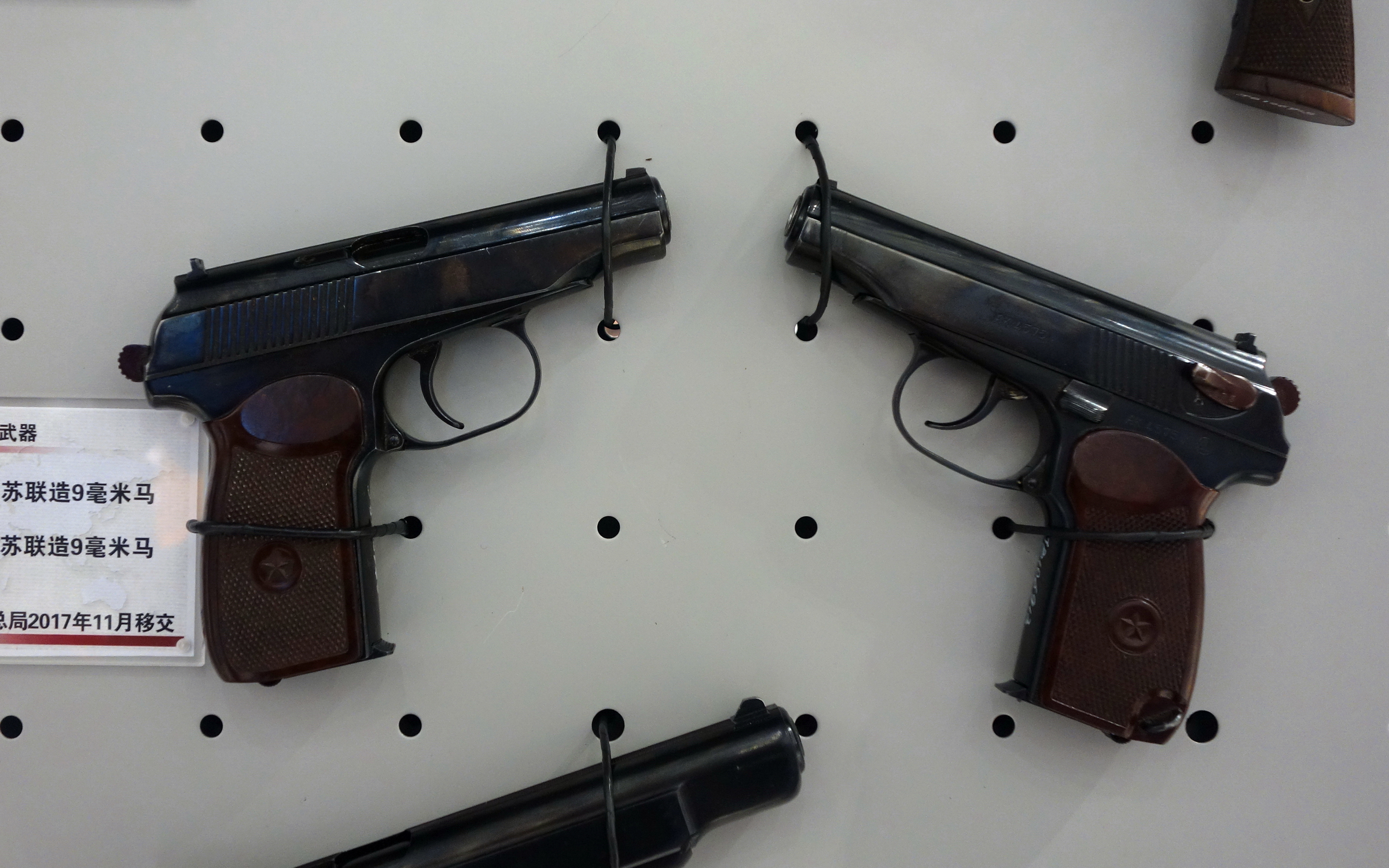
中国人民解放军装备的早期型馬卡洛夫手槍，59式手枪与之完全相同

- 59式手槍：中華人民共和國仿製的馬卡洛夫手槍，有時亦被稱為「紅星手槍」或“小砸炮”。由于先前仿制东德P1001手枪的52式手枪工艺品质不佳而被撤装，中国人民解放军自1955年起开始试装苏联赠予的少量马卡洛夫手枪以逐步取代52式手枪，并于1957年正式引进这一型号，主要装备团级以上军官，最终于1959年起根据苏联提供的伊热夫斯克原厂图纸和设备在626兵工厂自行生产，与此同时仍继续获得苏联方面供应马卡洛夫手枪直至1960年代中期中苏交恶致两国彻底中断一切往来为止。由于获得的苏联原厂零件较少而很快在1960年左右消耗完毕，随后便因苏联于1961年正式撤销一切对华援助而无法继续获得苏方供应原材料，因此自1960年底至1961年出厂的产品工艺不佳，最终于1962年调整生产工艺后继续生产至1963年5月底为止，但整体质量仍不及苏制原版马卡洛夫和1959年出厂的首批产品。该枪与早期版本马卡洛夫相同，在套筒左侧有10条防滑纹路，右侧有17条防滑纹路，而非1984年后版本的两侧皆为13条防滑纹路，其握把除与原版马卡洛夫相同的带圈五星图案的版本外，还有五星盾牌（主要装备警察和公安部队等执法部门）以及中国人民解放军军徽（主要装备军方）两种图案的版本。由于早期不熟悉双动/单动式击发的概念，部分最初出厂的产品握把后沿相比原版马卡洛夫手枪窄约3毫米，导致手感不佳。其皮制枪套与苏联原品基本相同，其中个别产品缝有绒面内衬。该枪总产量超过10万支以上，与先前获得的苏制原版马卡洛夫手枪一并在中国人民解放军和中国警察中服役，同时亦用于对外军援（如越南）。该枪在解放军中同马卡洛夫手枪在苏军中刚刚装备时一样，主要装备少校（营或团一级）以上军官，其余主要装备公安和海关等执法部门。由于此枪具备体积较小、结构简单、性能优秀等特点，中国军警各单位对该枪评价颇高。北方工業至今仍然有生產外貿用的馬卡洛夫樣式手槍。越南人民军使用的大多数马卡洛夫手枪皆为59式，在越南本土被称为“K59”，并于2015年起仿制出本土型号“SN9S”，其产品质量较为粗糙。
- 保加利亚仿制版：保加利亚仿製的馬卡洛夫手槍，自1975年起投产，其产品质量较为粗糙，为生产数量最多的马卡洛夫手枪外国生产型。该枪与早期版本马卡洛夫相同，在套筒左侧有10条防滑纹路，右侧有17条防滑纹路，1988年起改为与1984年后版本的马卡洛夫相同的两侧皆为13条防滑纹路。
- 66式手槍：朝鮮民主主義人民共和國仿製的馬卡洛夫手槍。

另外，不同于三个华约成员国（德意志民主共和国、保加利亚、阿尔巴尼亚）和大多数其余东方集团国家直接采用马卡洛夫手枪，捷克斯洛伐克、波蘭和匈牙利三国只引进了9×18毫米馬卡洛夫槍彈，而手枪则进行自行研製。其中有匈牙利的FEG PA-63、波蘭的FB P-64和P-83 Wanad手槍。儘管這些手槍在外觀上與馬卡洛夫手槍相似，並使用相同的彈藥，它們更被一些美國槍械零售商在槍展上標記為「波蘭馬卡洛夫」和「匈牙利馬卡洛夫」。然而，這些手槍與馬卡洛夫手槍並沒有直接的關係，相同的只是它們均以瓦爾特PP手槍作基礎。而同为华约成员国的罗马尼亚社会主义共和国则并未引进马卡洛夫手枪或自行研发同口径的半自动手枪，其引进的唯一一款9×18毫米口径手枪为全自动的斯捷奇金冲锋手枪。
基於市場上的需要，許多經改裝過的零件已可供馬卡洛夫手槍使用。

## 使用國

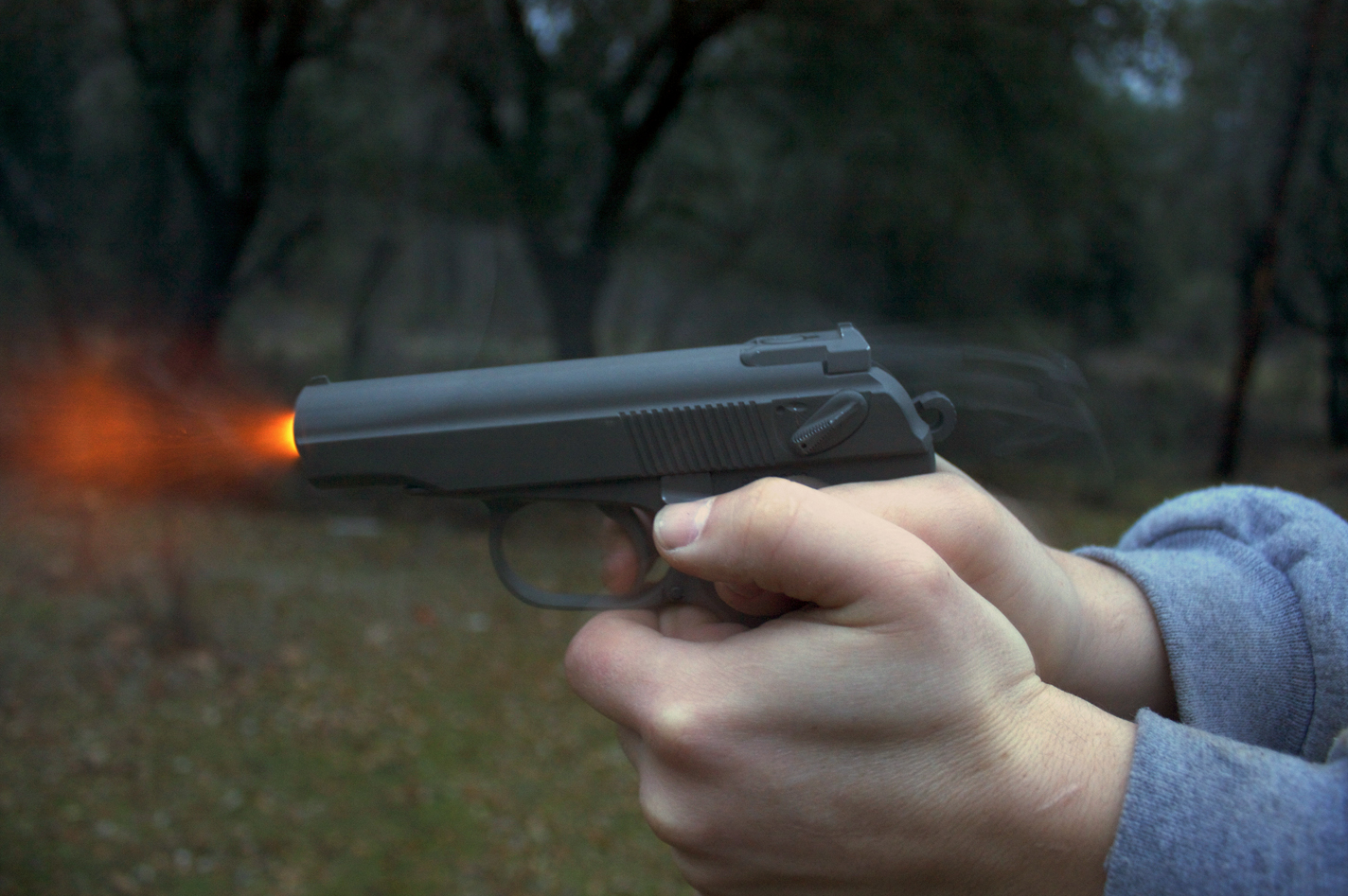
擊發中的馬卡洛夫手槍

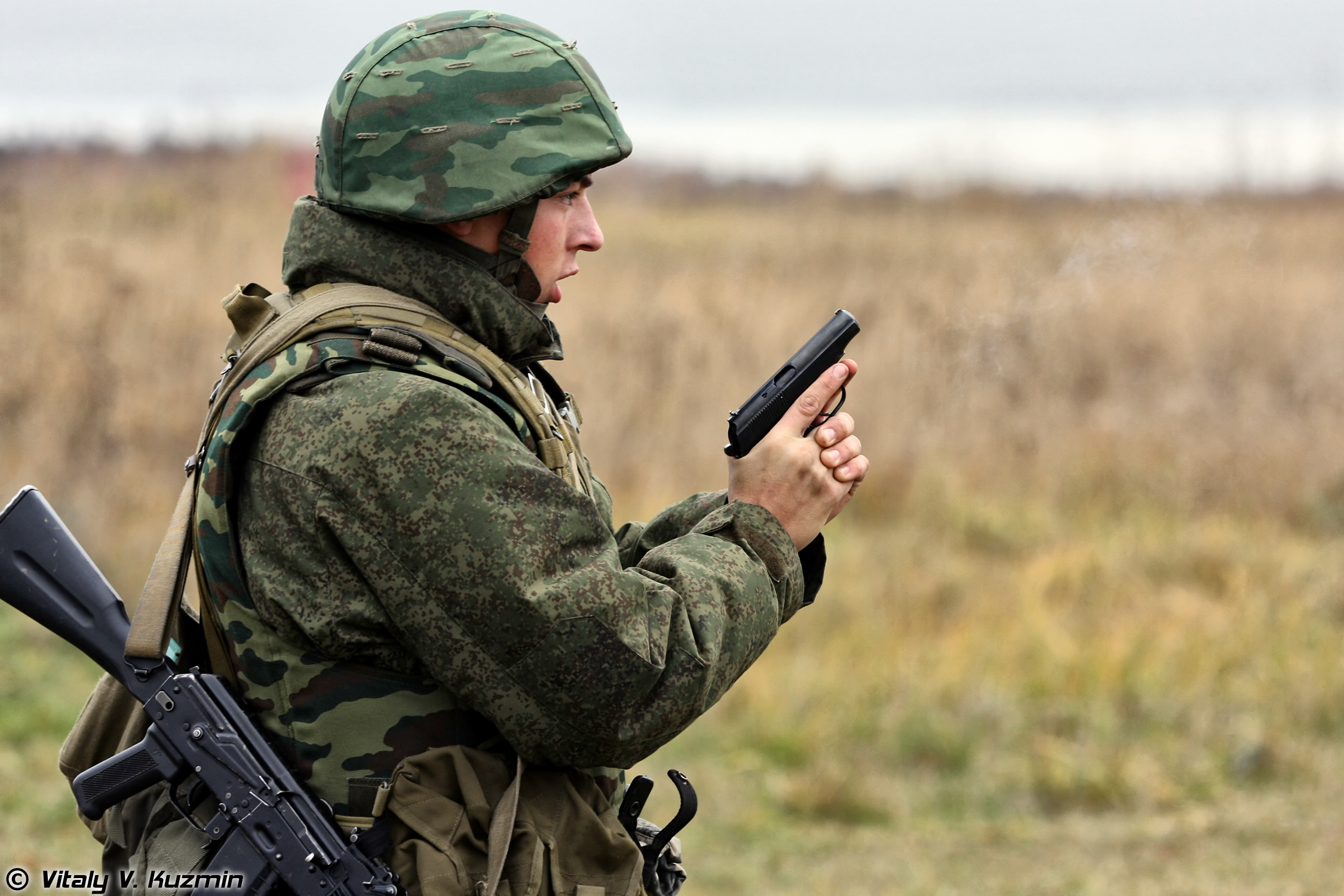
使用馬卡洛夫手槍的俄羅斯士兵

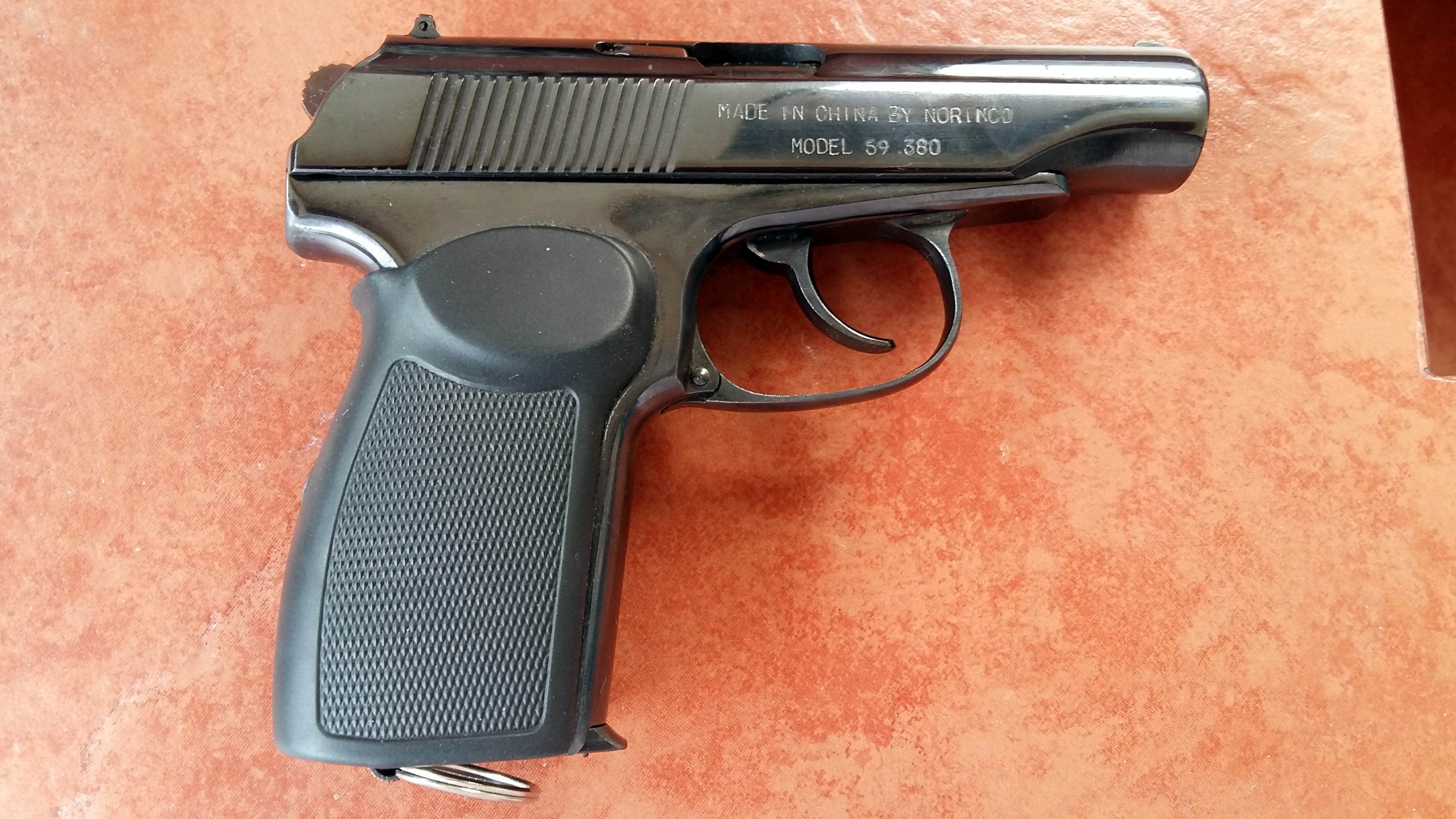
由北方工業生產，用作外貿的.380 ACP口徑59式手槍

- 阿布哈茲：繼承自前蘇聯時期的PM。
- 阿富汗：阿富汗民主共和國時期購入及蘇阿戰爭期間自蘇軍繳獲。
- 阿尔巴尼亚 ：苏阿决裂及退出华约前购入的早期版本PM。
- 安哥拉
- 亞美尼亞：繼承自前蘇聯時期的PM。
- ：繼承自前蘇聯時期的PM。
- 保加利亚：當地生產。
- 白俄羅斯：繼承自前蘇聯時期的PM。
- 柬埔寨：採用型號為中国仿制版本59式及早期版本PM，为柬埔寨内战期间获越南及中华人民共和国军援。
- 中华人民共和国：中苏交恶前购入的早期版本PM和少量东德仿制版本“苏尔-M”及當地生產型号「59式」，俗称「紅星手槍」或「小砸炮」。
- 刚果共和国
- 古巴
- 刚果民主共和国
- 爱沙尼亚：繼承自前蘇聯時期的PM，目前已被HK USP及多款手槍所取代。
- 衣索比亞
- 德国：至今仍存有一些前東德遗留的当地生产型号“苏尔-M”。
- 伊拉克
- 伊拉克库尔德斯坦
- ：繼承自前蘇聯時期的PM。
- ：繼承自前蘇聯時期的PM。
- ：採用型號為中国仿制版本59式及早期版本PM，为老挝内战期间获越南及中华人民共和国军援。
- 拉脫維亞：繼承自前蘇聯時期的PM，已被HK USP及多款手槍所取代。
- 黎巴嫩
- 利比亞
- 立陶宛：繼承自前蘇聯時期的PM，已被HK USP及多款手槍所取代。
- 马达加斯加
- 马拉维
- 馬爾他
- 毛里塔尼亚
- 摩尔多瓦：繼承自前蘇聯時期的PM。
- 蒙古国
- 莫桑比克
- 纳米比亚
- 尼加拉瓜
- ：在當地生産，命名為“66式”。[4]
- 北馬其頓
- 巴拿马
- 俄羅斯：繼承自前蘇聯時期的PM及獨立後才列裝部隊的PMM。
  - 俄羅斯聯邦武裝力量
  - 俄羅斯聯邦內務部
  - 俄羅斯聯邦安全局
  - 俄羅斯聯邦國家近衛軍
  - 俄羅斯聯邦麻藥管制局（英语：Federal Drug Control Service of Russia）
  - 俄羅斯聯邦司法部（英语：Ministry of Justice (Russia)）
  - 俄羅斯聯邦海關局（英语：Federal Customs Service of Russia）
  - 俄羅斯聯邦稅警局（英语：Federal Tax Police Service of the Russian Federation）
- 斯洛維尼亞
- 叙利亚
- ：繼承自前蘇聯時期的PM。
- 德涅斯特河沿岸：繼承自前蘇聯時期的PM。
- ：繼承自前蘇聯時期的PM。
- 乌干达
- 乌克兰：繼承自前蘇聯時期的PM，即將被本土生產的Fort-12等多款手槍所取代。
  - 烏克蘭武裝力量
  - 烏克蘭內務部
  - 烏克蘭安全局
- ：繼承自前蘇聯時期的PM。
- 越南：採用型號為中国仿制版本59式及早期版本PM和少量东德仿制版本“苏尔-M”，为越战期间获中华人民共和国军援。后以59式为原型仿制出本土生产型号“SN9S”。
- 葉門
- 尚比亞

### 非國家團體
- 佤邦联合军：採用型號為中国仿制版本59式及早期版本PM，为越南和中华人民共和国提供给缅共的库存

### 前使用國
- 伊奇克里亞車臣共和國：繼承自前蘇聯時期的PM。
- 东德：早期版本PM及當地生產型号“苏尔-M”。
- 苏联：PM自1951年起成為蘇軍的制式手槍，以取代過時的TT手槍。在蘇聯解體後仍是俄羅斯軍隊及多個執法部門的制式手槍。
  - 蘇聯武裝力量
  - 蘇聯內務部
  - 蘇聯國家安全委員會
- 顿涅茨克人民共和国 ：繼承自前蘇聯時期的PM。
- 卢甘斯克人民共和国 ：繼承自前蘇聯時期的PM。
- 阿尔察赫共和国：繼承自前蘇聯時期的PM。

## 登場作品

### 電影
- 1989年—《代号美洲豹》：由中国人民解放军反劫机突击队和虚构恐怖组织亚洲黑色特别行动小组所使用。
- 1995年—
- 1997年—
- 1998年—《轟天炮4》
- 1999年—
- 2002年—《誰與爭鋒》
- 2002年—
- 2002年—《反恐戰線》：由主角艾雲從車臣武裝份子手上繳獲，約翰用以處決車臣武裝份子領袖阿斯蘭。
- 2005年—《絕地再生》：銀製版本由林肯6-E／湯姆·林肯（伊旺·麥奎格飾演）所使用。
- 2010年—《突擊（英语：L'Assaut）》：由GIA恐怖組織領袖葉海亞所使用。
- 2012年—：由一名尼泊爾遊擊隊隊員所使用。
- 2013年—《紅翼行動》：不銹鋼外貿版本由塔利班首領艾哈邁德·沙夏（約優素福·阿薩米飾演）和塔拉克（薩米·謝赫飾演）用作配槍（英语：Side arm）。後來塔拉克在與阿富汗部落首領古拉卜（阿里·蘇萊曼飾演）搏鬥時被後者奪去配槍射殺。
- 2014年—：由一名敵軍的坦克車組人員所使用。
- 2016年—《美国队长3》：由瓦希里·卡爾波夫（金·法柏飾演）所使用。
- 2016年—：由俄羅斯警察所使用，也曾被主角亨利所繳獲。
- 2017年—：型號為PM，由英國軍情六處特工蘿琳·布勞頓（莎莉·賽隆飾演）所使用。
- 2018年—：由北方聯盟領袖阿布都·拉希德·杜斯塔姆（納維德·奈嘉班飾演）所使用。
- 2019年—《天氣之子》：由主角帆高在意外中撿拾獲並且意外擊發過。

### 電視節目
- 廣泛地出現在俄羅斯的電視劇
- 2000年—
- 2001年—2010年—《24小時反恐任務》
- 《極限權利系列》
- 《系列》
- 2019年—：為了迫使頑固的老婦人從其位於車諾比的家園撤離前往避難，一名蘇軍士兵以他的馬卡洛夫手槍槍殺了老婦人的牛隻。

### 電子遊戲
- 2002年—《America's Army》
- 2003年—《越共（英语：Vietcong (video game)）》
- 2005年—《真實計劃》
- 2007年—
- 2008年—《2》：可加裝抑制器，奇怪地沒有無彈後定，而且擊鎚不會自動扳起。
- 2010年—：命名為「Makarov」，在戰役模式中由蘇聯軍隊、越南人民軍、越南南方民族解放陣線和主角亞歷克斯·梅森所使用。在聯機模式於等級4解鎖，並可使用雙持、升級機械瞄具、延長彈匣（增至12發）及消音器。奇怪的是，儘管真槍的彈匣釋放鈕是設置在槍的握把底部，在遊戲內玩家角色仍會像使用其他自動手槍般重新裝填。
- 2012年—《II》：只在戰役模式中登場，命名為「Makarov」，於玩家完成“Celerium”關卡以後解鎖。能夠使用延長彈匣（增至11發）和抑制器。修正了前作錯誤的重新裝填動作，玩家角色會以新彈匣撞擊彈匣釋放鈕的方式移除空彈匣。
- 2013年—《3》：型號為PMM，命名为"PM"。
- 2013年—《DayZ》
- 2014年—《叛亂（英语：Insurgency (video game)）》：叛軍陣營起始武器，安全部隊也能使用。
- 2015年—《戰術小隊》：型號為PM，命名為“PM Makarov”，可由民兵和叛軍大部份職階所使用。
- 2015年—：命名為「PMM」，實際上為PM，由俄罗斯特种部队幹員所使用。
- 2015年—《惡靈古堡：啟示2》：命名為「MPM」。戰役模式可於第一章取得。
- 2014年—《合同戰爭（英语：Contract Wars）》
- 2015年—《少女前线》：2015年发布的命名为“马卡洛夫”，2016年添加“59式”，均为3星HG人形
- 2016年—《逃離塔科夫》：型號為PM。
- 2017年—《惡靈古堡7》：命名為「MPM Handgun」。
- 2017年—《Minidayz》：型號為PM。
- 2018年—《叛亂：沙漠風暴》：型號為PM，命名為“馬卡洛夫”，叛軍陣營專用手槍。
- 2018年—《地面部隊》（Ground Branch）：型號為PMM，命名為“PM”。
- 2019年—《決勝時刻：現代戰爭》：於2021年4月15日正式實裝，命名為“Sykov”，使用12發彈匣供彈。可作定製改裝，包括改用長彈匣或80發彈鼓，以至改為全自動射擊（奇怪地會改用斯捷奇金自動手槍的滑套）。
- 2021年—《極地戰嚎6》：雖然命名為“PMM”，但實際卻為PM（握把與彈容仍為8發容量窄版），可加裝槍口抑制器。
- 2024年—《決勝時刻：黑色行動6》：型號為PM，命名為“9mm PM”，奇怪地載彈量為10發。
- 2024年—《浩劫殺陣2：車諾比之心》：型號為PM，命名為「PTM」。

### 動畫
- 2010年—《OVA》：由哥倫比亞革命武裝力量軍官所使用。
- 2015年—《GATE 奇幻自衛隊》：於第1季第10話由CIA準軍事行動人員海德格爾在瀕死時從槍套內拔出使用，並打空彈匣。
- 2016年—《文豪野犬》：主要由港口黑手黨部分成員所使用，隸屬於游擊隊的樋口一葉亦有使用過此槍。
- 2022年—：由軍火商所使用。
- 2022年—《SPY×FAMILY間諜家家酒》：普遍地由東國特工和犯罪份子所使用，部份裝有抑制器。

### 小說
- 2018年—《裏世界遠足》：該槍為主角仁科鳥子在裏世界拾獲，隨後將另一把遞交給同為主角的紙越空魚，此後用作兩人主要的副武器。

### 气枪
- 苏联解体后，俄罗斯将储存的部分马卡洛夫手枪改装为二氧化碳气枪，命名为‘654k’出售，广受中国大陆和其他地区的玩家群体欢迎。

## 外部連結
- Modern Firearms - Makarov PM / PMM / Izh-71 （页面存档备份，存于）
- Pistol Makarov 9 mm - Manufacturer, History, Technical Data, Classification, Handling, Ammunition （页面存档备份，存于）
- Makarov Exploded Parts Diagram & Parts List （页面存档备份，存于）
- Makarov Pictorial
- Bulgarian Makarov Article
- 槍炮世界—马卡洛夫PM / PMM手枪 （页面存档备份，存于）
- CivilianGunner—Makarov